# Jämtlands fältjägarregemente
Jämtlands fältjägarregemente – jeden z pułków piechoty szwedzkiej, istniejący w latach 1670–1997 oraz 2000–2004. Jego barwą był: niebieski.
W ostatnim okresie istnienia stacjonował w Östersund.

## Skład
| 1689 - Livkompaniet - Överstelöjtnantens kompani - Majorens kompani - Brunflo kompani - Hallens kompani - Revsunds kompani - Ovikens kompani - Bergs kompani - Lits kompani | 1853 - Livkompaniet - Bergs kompani - Revsunds kompani - Hammerdals kompani |

## Podległość organizacyjna
- Fältjägarbrigaden (1949-1958)
- Härjedalsbrigaden (1949-1963)
- Jämtlandsbrigaden (1963-1988)
- Fältjägarbrigaden (1988-1994)